# Castanet (Aveyron)
Castanet – miejscowość i gmina we Francji, w regionie Oksytania, w departamencie Aveyron. W 2013 roku jej populacja wynosiła 568 mieszkańców. 